# Clot des Comes
El Clot des Comes, és una partida a cavall entre els termes municipals de la Torre de Cabdella, dins de l'antic terme de la Pobleta de Bellveí, al Pallars Jussà. i de Baix Pallars, dins de l'antic terme de Montcortès de Pallars, al Pallars Sobirà. La major part, però, és en terme de la Torre de Cabdella.
Està situat al nord-est del poble d'Envall, en el contrafort sud-oest de lo Cogulló. És a l'extrem nord del Serrat de Ruixou, a llevant de les Bordes d'Envall.